# 1836 en musique classique
| \| • Retour à la chronologie générale de la musique classique • \| |
| Grèce • Rome • Haut Moyen Âge • VIIIe siècle • IXe siècle • Xe siècle • XIe siècle XIIe siècle • XIIIe siècle • XIVe siècle • XVe siècle • XVIe siècle • XVIIe siècle XVIIIe siècle • XIXe siècle • XXe siècle • XXIe siècle |
| • Retour à la chronologie générale de la musique classique • |

| Années en musique classique : 1833 - 1834 - 1835 - 1836 - 1837 - 1838 - 1839    |
| Décennies en musique classique : 1800 - 1810 - 1820 - 1830 - 1840 - 1850 - 1860 |

Cet article présente les faits marquants de l'année 1836 en musique.

## Événements
- 23 janvier : Actéon, opéra-comique de Daniel-François-Esprit Auber, créé à l'Opéra-Comique.
- 4 février : Belisario, opera seria de Gaetano Donizetti, créé au Teatro La Fenice de Venise.
- 29 février : Les Huguenots, opéra de Giacomo Meyerbeer, créé à la salle Le Peletier.
- 29 mars : La Défense d'aimer opéra de Richard Wagner, créé à Magdebourg.
- 22 mai : Paulus, oratorio de Felix Mendelssohn, créé à Düsseldorf.
- 13 octobre : Le Postillon de Lonjumeau, opéra-comique d'Adolphe Adam, créé à la Salle de la Bourse, où la troupe de l'Opéra-comique était provisoirement établie.
- 14 novembre : à l'Opéra de Paris, première de La Esmeralda, paroles de Victor Hugo, musique de Louise Bertin. Le 16 décembre, réduite à trois actes et présentée en lever de rideau, la sixième représentation  échoue lamentablement.
- 18 novembre : création de Fausto de Luigi Gordigiani, au Teatro della Pergola de Florence[1].
- 9 décembre : Une vie pour le tsar, opéra de Mikhaïl Glinka, d'après la légende d'Ivan Soussanine, héros national russe, créé au Théâtre Mariinsky à Saint-Pétersbourg, en présence du tsar Nicolas Ier.

Date indéterminée
- La Sylphide, ballet, dans la version danoise de Herman Severin Løvenskiold et la chorégraphie d'Auguste Bournonville, créé à Copenhague (voir 1832).

## Prix de Rome
1er Prix : Xavier Boisselot, 2e Prix : Louis Désiré Besozzi, avec la cantate Velléda.

## Naissances

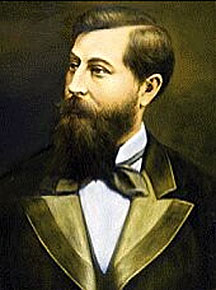
Léo Delibes

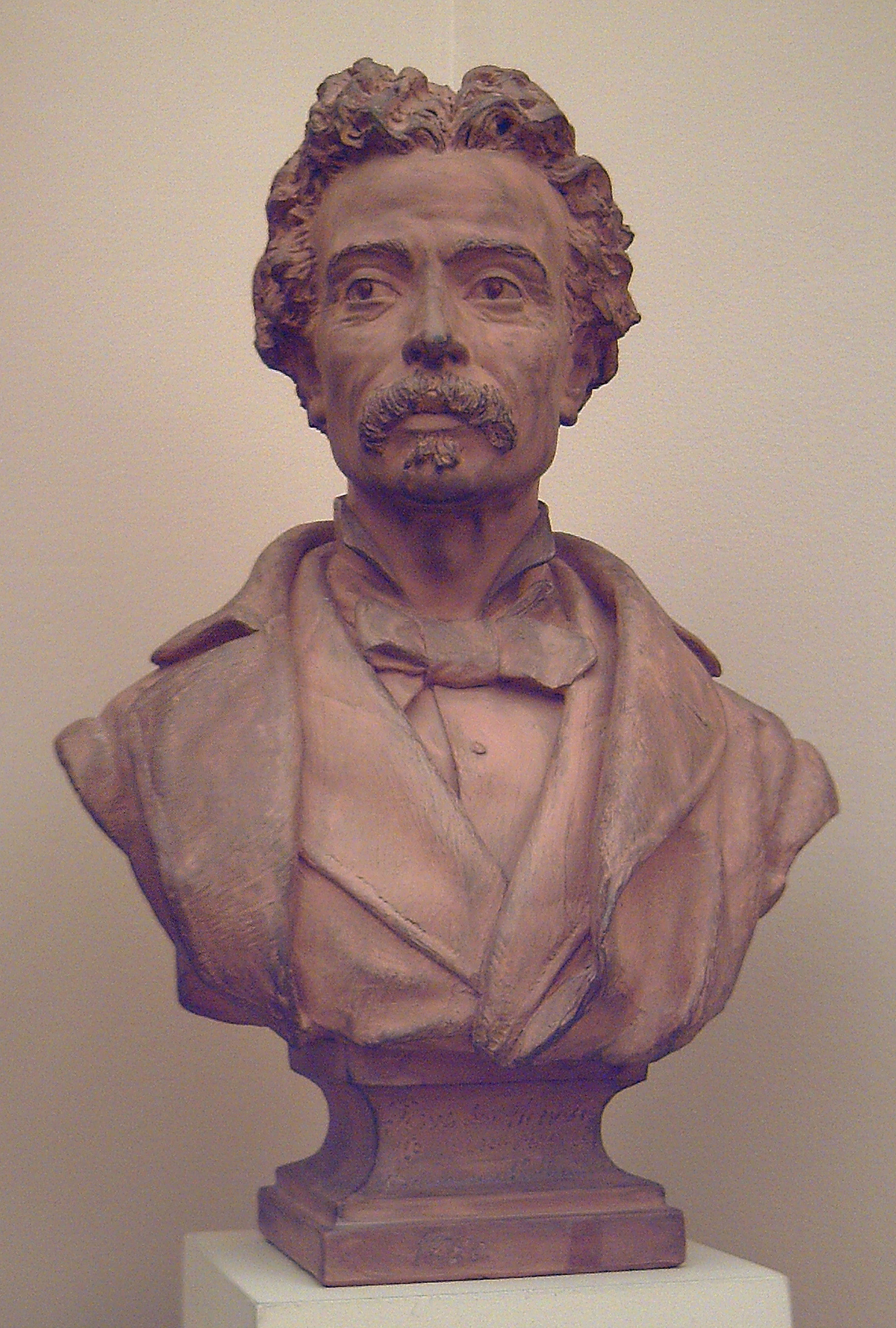
Jesús de Monasterio

- 12 janvier : Arabella Goddard, pianiste anglaise († 6 avril 1922).
- 15 janvier : Constance Faunt Le Roy Runcie, pianiste, femme de lettres et compositrice américaine († 17 mai 1911).
- 17 janvier : José White Lafitte, violoniste et compositeur cubain († 15 mars 1918).
- 1er février : Emil Hartmann, compositeur danois († 18 juillet 1898).
- 16 février : Benjamin Edward Woolf, violoniste, compositeur, dramaturge et journaliste américain († 7 février 1901).
- 21 février : Léo Delibes, compositeur français († 16 janvier 1891).
- 22 février : Mitrofan Belaïev, éditeur de musique et mécène russe († 4 janvier 1904).
- 6 mars : Alphonse Herman, compositeur et chef d'orchestre français († 16 mars 1905).
- 21 mars : Jesús de Monasterio, violoniste, compositeur et pédagogue espagnol († 28 septembre 1903).
- 24 mars : Marguerite Macé-Montrouge, comédienne et artiste lyrique française († 26 novembre 1898).
- 29 avril : Édouard Broustet, compositeur français († 25 novembre 1901).
- 31 mai : Édouard Blau, librettiste et auteur dramatique français († 8 janvier 1906).
- 4 juin : Władysław Tarnowski, pianiste et poète polonais († 19 mars 1878).
- 18 juin : Louise Haenel de Cronenthall, compositrice autrichienne († 9 mars 1896 (à 59 ans)).
- 2 juillet : Ludwig Schnorr von Carolsfeld, ténor allemand († 21 juillet 1865).
- 11 juillet : Antônio Carlos Gomes, compositeur brésilien († 16 septembre 1896).
- 19 août : Eugène Anthiome, compositeur français († 24 juillet 1916).
- 5 septembre : Johanne Amalie Fenger, compositrice danoise († 11 août 1913 (à 76 ans)).
- 6 septembre : Julien Hamelle, éditeur français († 7 octobre 1917).
- 13 septembre : Caroline Wichern, compositrice et professeur de musique allemande († 19 mars 1906).
- 19 septembre : Fredrika Stenhammar, soprano suédoise († 7 octobre 1880 (à 44 ans)).
- 13 septembre : Caroline Wichern, compositrice et professeur de musique allemande († 19 mars 1906).
- 18 novembre : William S. Gilbert, compositeur britannique († 29 mai 1911).
- 2 décembre : Giuseppe Donati, inventeur de l'ocarina († 14 février 1925).

Date indéterminée
- Paul Poirson, librettiste français († 27 avril 1895).

## Décès

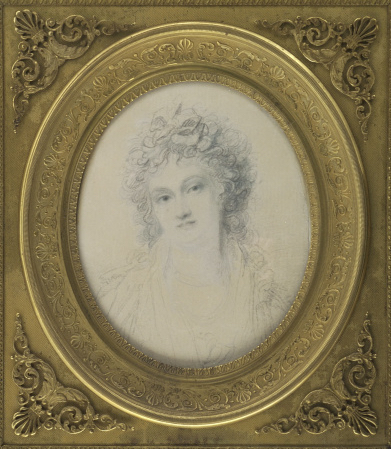
Hélène de Montgeroult

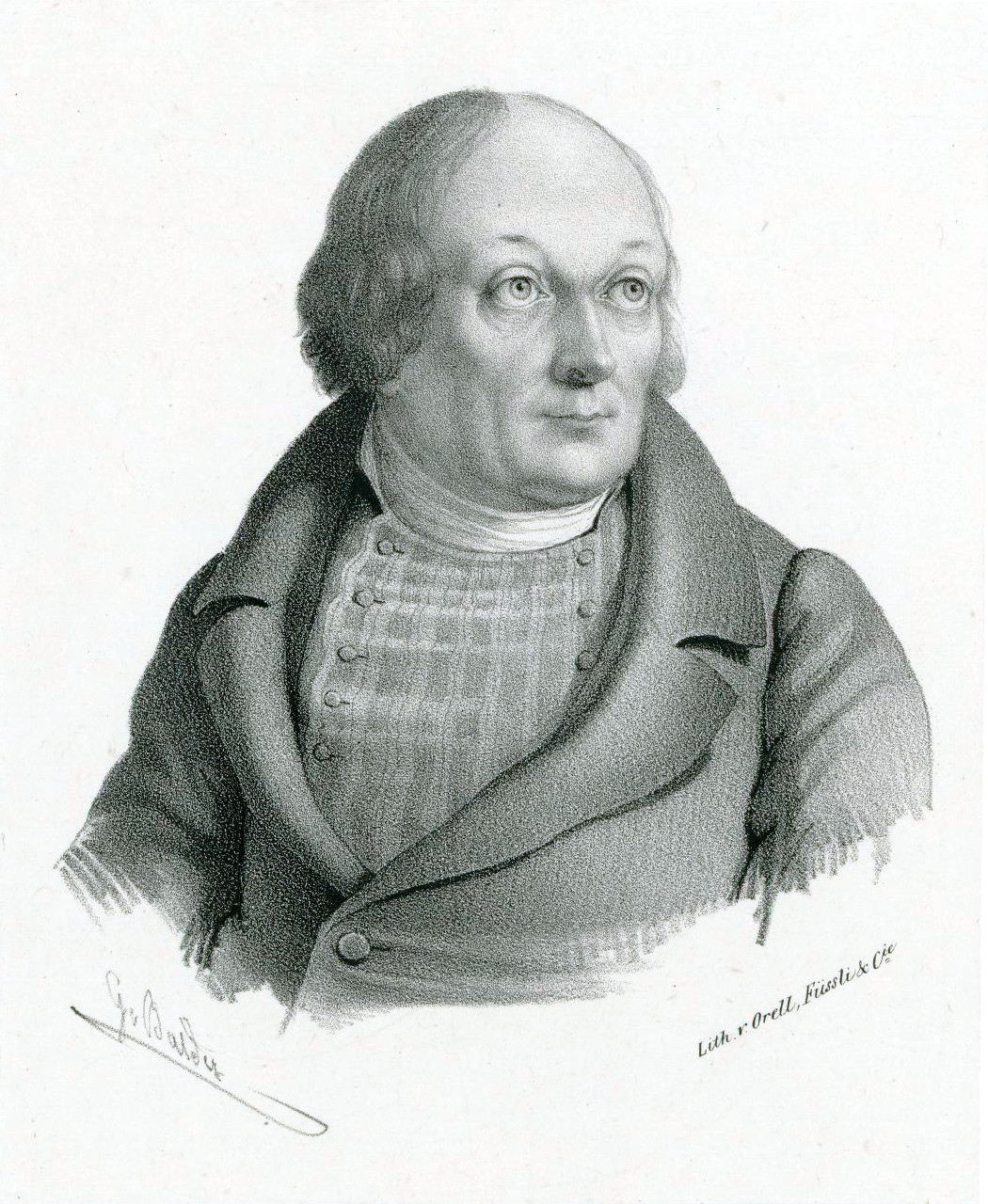
Hans Georg Nägeli

- 3 janvier : Friedrich Witt, compositeur et violoncelliste allemand (° 8 novembre 1770).
- 12 février : Georg Friedrich Brandt, bassoniste allemand (° 18 octobre 1773).
- 15 mars : Karl Hermann Heinrich Benda, compositeur et violoniste allemand (° 2 mai 1748).
- 17 mars : Caroline Boissier-Butini, pianiste et compositrice suisse (° 2 mars 1786).
- 7 mai : Norbert Burgmüller, compositeur et pianiste allemand (° 8 février 1810).
- 20 mai : Hélène de Montgeroult, compositrice et pianiste française (° 2 mars 1764).
- 28 mai : Anton Reicha, compositeur tchèque (° 26 février 1770).
- 30 juin : Claude Joseph Rouget de Lisle, auteur de La Marseillaise (° 10 mai 1760).
- 14 septembre : Vincenzo Lavigna, compositeur, claveciniste et pédagogue italien (° 21 février 1776).
- 23 septembre : Maria Malibran, cantatrice italienne (° 24 mars 1808).
- 16 octobre : Friedrich Theodor Fröhlich, compositeur suisse (° 20 février 1803).
- 22 octobre : Charles-Alexis Baur, harpiste, pianiste et compositeur français (° 1789).
- 12 décembre : Giuseppe Farinelli, compositeur italien (° 7 mai 1769).
- 26 décembre : Hans Georg Nägeli, compositeur, musicologue et éditeur de musique suisse (° 26 mai 1773).
- 29 décembre : Johann Baptist Schenk, compositeur autrichien (° 30 novembre 1753).

Date indéterminée
- William Smethergell, organiste, violoniste, altiste et compositeur britannique (baptisé le 6 janvier 1751)